# Lola B05/52
O Lola B05/52 é um carro de competição monolugar desenvolvido pela empresa britânica Lola Racing Cars em 2005 para a A1 Grand Prix e utilizado em várias categorias até 2016..

## História
O carro foi concebido como o carro oficial da recém-criada série A1 Grand Prix . Foi usado nas três primeiras temporadas daquele campeonato, (2005-2006 à 2007-08), antes de ser substituído por outro modelo, produzido pela Ferrari.
Posteriormente, foram feitas algumas alterações na asa traseira e no nariz e foi introduzido no campeonato Euroseries 3000 da temporada de 2009, antes de se tornar o carro oficial na recém-criada Auto GP.   Logo após, o carro foi utilizado pela Formula Acceleration 1, em 2014 e retornou para a Auto GP até seu fim, em 2016.

## Design

### Chassis
O chassis foi projetado e construído pela Lola Racing Cars. O chassis é construído em fibra de carbono sobre um honeycomb de alumínio.

### Motor
O motor foi desenvolvido e construído pela Zytek Engineering. É um motor de 3.400cc (3.4L), V8, com capacidade de produzir 520hp (chegando a 550hp no modo PowerBoost). Os motores devem ser duráveis, uma vez que devem ser utilizados durante toda a temporada. 

#### Dados Gerais
- Modelo do Motor: Zytek ZA1348
- Configuração: V8, 90º
- Cilindrada: 3.400cc (3.4L)
- Comprimento: 543mm (54 cm)
- Altura: 542mm (54 cm)
- Largura: 619mm (61 cm)
- Peso: 120kg
- Bloco: Alumínio
- Cabeçote: Alumínio
- Válvulas: 32 Válvulas (4 por cilíndro), OHC
- Controlador Eletrônico: Zytek EMS 6.4.1
- Ignição: Zytek DCDI
- Velas: NGK
- Combustível: 70% Gasolina 100 octanas; 30% Etanol E30

#### Desempenho
- Potência: 520hp (550hp em modo PowerBoost) - (388-410 kW)
- Torque: 330 lbf/ft (442 NM)

### PowerBoost
O sistema PowerBoost serve para dar um aumento temporário de potência ao motor, via mudança dos parâmetros eletrônicos do motor, dando um adicional de 30hp em seu acionamento, via um botão no volante do carro. O sistema só pode ser acionado o carro estiver acima de 80 km/h e o acelerador estar acima de 80%. O botão deve ser mantido pressionado durante o uso do sistema, porém, o PowerBoost irá desengajar automáticamente quando o acelerador estiver abaixo de 40%. Cada piloto tem um número limitado de acionamentos do sistema (na A1GP, eram quatro em cada Sprint e quatro na corrida oficial), na qual tem que ser resetado pela Zytek após o fim de cada etapa.

### Suspensão
A suspensão dianteira e traseira são duplo A com pushrod operada com molas e amortecedores duplos. Pode ser regulado altura, camber e toe.

### Transmissão
O carro é equipado com uma transmissão XTrac, de semiautomática, seis velocidades, sequencial, comandada por borboleta controlada eletronicamente. A transmissão é montada longitudinalmente, sendo construída em liga de aço e magnésio. A embreagem é dupla, construída em carbono.